# Greatest Hits (Riccardo Fogli)
Greatest Hits è una raccolta del cantante pop italiano Riccardo Fogli, pubblicata nel 1997.

## Tracce
1. Una donna così (Laurex, Franca Evangelisti e Vincenzo Spampinato)
2. Amore di guerra (Laurex, Franca Evangelisti e Vincenzo Spampinato)
3. Se ti perdessi ancora (Laurex, Franca Evangelisti e Vincenzo Spampinato)
4. Amori nascosti (Laurex e Vincenzo Spampinato)
5. Comunque ci sarò (Laurex, Franca Evangelisti e Vincenzo Spampinato)
6. La felicità possibile (Massimo Di Vecchio e Guido Morra)
7. Come passa il tempo stasera (Guido Morra e Laurex)
8. Giorni cantati (Maurizio Piccoli e Laurex)
9. Le infinite vie del cuore (Maurizio Piccoli e Laurex)
10. Quando nascerò di nuovo (Maurizio Fabrizio e Vincenzo Spampinato)
11. Diapositive (Maurizio Fabrizio e Vincenzo Spampinato)
12. Uccideremo il chiar di luna (Maurizio Fabrizio e Vincenzo Spampinato)
13. Torna a sorridere
14. È meglio se amore non diventerà (Vincenzo Spampinato e Maurizio Fabrizio)
15. Sulla buona strada (Vincenzo Spampinato e Maurizio Fabrizio)
16. Le donne degli amici (Vincenzo Spampinato e Maurizio Fabrizio)
17. Dio come vorrei
18. Voglio sognare